# 寬加爾
17°36′S 18°37′E / 17.600°S 18.617°E
寬加爾（葡萄牙語：Cuangar），是安哥拉的城鎮，位於該國東南部，由庫安多古班哥省負責管轄，面積18,917平方公里，海拔高度1,061米，2013年人口43,000，人口密度每平方公里2人。